# Cầu Lafranconi
Cầu Lafranconi (tiếng Slovakia: Most Lafranconi) là một cây cầu đường cao tốc và là cây cầu bê tông đầu tiên bắc qua sông Danube ở thủ đô Bratislava của Slovakia. Có khoảng 41.000 phương tiện giao thông đi qua cầu mỗi ngày.

## Lịch sử
Dự án xây cầu bắt đầu vào năm 1976. Yêu cầu về mặt thiết kế của cây cầu là phải có tính thẩm mỹ, với hình dáng và cách xây dựng không can thiệp vào đặc điểm của cảnh quan xung quanh, và hài hòa với Cầu SNP.
Cầu được xây dựng từ năm 1985 đến năm 1991. Trong thời kỳ này, cầu được gọi là Cầu Thanh niên (Most Mládeže). Cầu được đặt tên là Cầu Lafranconi và được khánh thành vào năm 1992.
Tên công trình xây dựng này có nguồn gốc từ tên của trường nội trú Lafranconi tọa lạc trên bờ bắc sông Danube, ngay cạnh cây cầu. Trường nội trú này được đặt theo tên của kiến trúc sư người Ý Ene Grazios Lanfranconi (1850 - 1895), hoặc dựa theo tên biệt thự của gia tộc Lanfranconi ở khu vực gần đó. Họ Lanfranconi cũng đôi khi được viết thành Lafranconi. Theo một số ý kiến, việc đặt tên trường nội trú là Lafranconi có thể là một sự nhầm lẫn.